# 瑙吉伯尔热尼
瑙吉伯尔热尼，是匈牙利佩斯州所辖的一个村。总面积50.69平方公里，总人口782人，人口密度15.4人/平方公里（2011年1月1日）。